# نيكيتا بوبوف
نيكيتا بوبوف (بالروسية: Никита Евгеньевич Попов)‏ هو لاعب هوكي الجليد روسي، ولد في 11 يوليو 1992 في تشيريبوفيتس في روسيا.

## وصلات خارجية
- نيكيتا بوبوف على موقع دوري الهوكي للقارات (الإنجليزية)
- نيكيتا بوبوف على موقع EliteProspects.com (الإنجليزية)
- نيكيتا بوبوف على موقع HockeyDB.com (الإنجليزية)